# Stary Olesiec
Stary Olesiec est une localité polonaise de la gmina rurale de Chocz, située dans le powiat de Pleszew en voïvodie de Grande-Pologne. Elle se trouve à environ 11 kilomètres au nord-est de Pleszew et 81 km au sud-est de Poznań, la capitale régionale. 

## Géographie

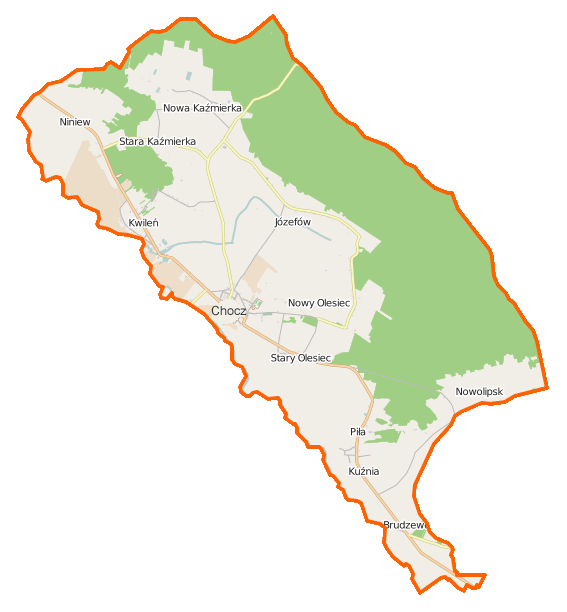
Carte de la gmina de Chocz.